# بلهام باي بارك
40°51′56″N 73°48′30″W / 40.86556°N 73.80833°W
بلهام باي بارك (بالإنجليزية:Pelham Bay Park) تقع إلى الشمال من مدينة نيويورك في برونكس وتمتد إلى مقاطعة ويستتشستر , وهي أكبر الحدائق العامة في نيويورك, وتبلغ مساحتها 2,766 أكر، الجزء الذي يقع ضمن حدود مدينة نيويورك تبلغ مساحته ثلاثة أضعاف مساحة سنترال بارك في مانهاتن.

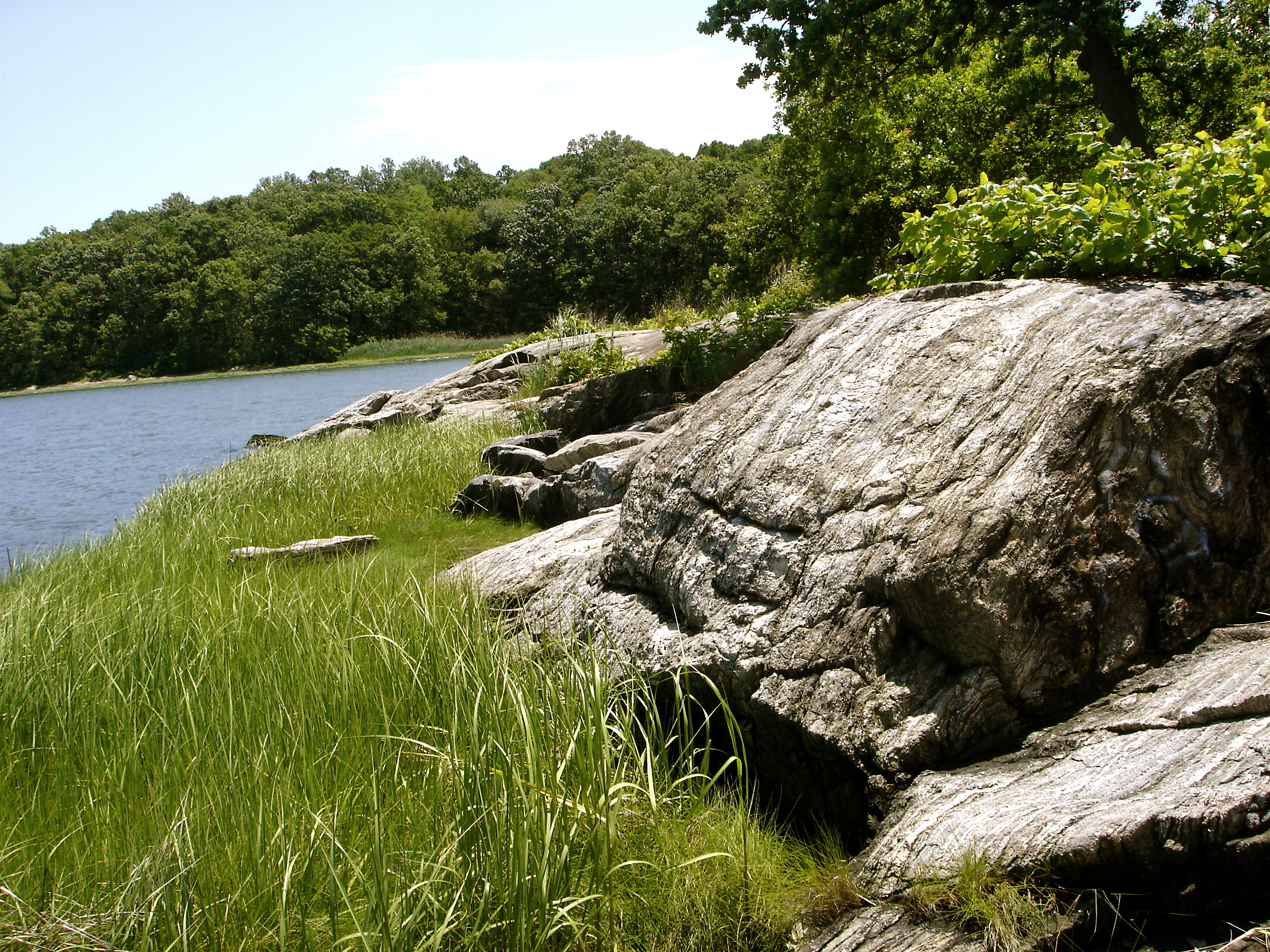